# Горајоло (Пистоја)
Горајоло је насеље у Италији у округу Пистоја, региону Тоскана.
Према процени из 2011. у насељу је живело 56 становника. Насеље се налази на надморској висини од 778 м.